# Stethorrhagus duidae
Stethorrhagus duidae är en spindelart som beskrevs av Willis J. Gertsch 1942. Stethorrhagus duidae ingår i släktet Stethorrhagus och familjen flinkspindlar.
Artens utbredningsområde är Venezuela. Inga underarter finns listade i Catalogue of Life.